# Accordina
 (juin 2024).
Si vous disposez d'ouvrages ou d'articles de référence ou si vous connaissez des sites web de qualité traitant du thème abordé ici, merci de compléter l'article en donnant les références utiles à sa vérifiabilité et en les liant à la section « Notes et références ».
L'accordina est un instrument de musique à vent et anches libres comme l'accordéon ou l'harmonica. Le dépôt de brevet d'André Borel, son inventeur, qui l'a imaginé et fabriqué dans les années 1930, est daté du 15 février 1949 sous l'appellation Chromatic Harmonicon. L'accordina était distribué par les établissements Paul Beuscher à Paris de 1954 jusqu'au début des années 1970.

## Facture
C'est un clavier droit d'accordéon, dont le soufflet a été remplacé par le souffle de l'instrumentiste.
L'instrument reçoit plusieurs appellations par métonymie, dont "l'accordéon à bouche" ou "l'harmonica à boutons".
Aujourd'hui les musiciens pratiquant l'accordina tendent à le prendre comme un instrument à part entière, et non pas comme un accordéon miniature ou un harmonica développé. En effet l'accordina n'est pas un instrument qui bénéficie d'une technique de poussé-tiré. Il faut souffler dans l'embouchure pour produire le son. Le principe est semblable à celui de l'harmonium (qui a des pédales pour activer le son en poussant l'air vers les anches). Il n'a qu'une voix, la "flûte".
Son clavier est constitué de 37 à 44 boutons ronds offrant une tessiture maximum de 3 octaves et demi, de fa3 à do7.
Trois fabrications initiales se sont succédé :
- la première avec des anches en laiton et un bec trapézoïdal ;
- la seconde avec des anches en acier inoxydable et un bec ovale avec un embout en matière plastique ;
- la troisième, fabriquée par les établissements Paolo Soprani, semblable à la deuxième mais avec une finition moins soignée.

Aujourd'hui, plusieurs professionnels se sont intéressés à la reconstruction de cet instrument : Laurent Jarry, Marcel Dreux, Georges Fornes, Jérémie Vanglabeke, Claude Labourdette, Joseph Carrel et Guy Boitier (fabrication amateure avec une imprimante 3D), chacun ayant une approche différente et personnelle de cet instrument. Leur objectif étant d'apporter leur contribution pour faire évoluer cet instrument et surtout le faire accéder au statut d'instrument de musique à part entière. Seuls restent aujourd'hui Jarry, Dreux et Carrel qui continuent une production régulière d'accordinas.
Le modèle Jarry est le plus léger des accordinas et aussi le moins sonore. Il a pour dimensions (en mm) 280x80x70 pour un poids total de 860 grammes. Son esthétique est reconnaissable par sa forme et son utilisation unique d'essence de bois pour le capot (if, pommier, noyer et cerisier). Il possède des boutons en différentes matières possibles bois, nacre ou synthétique. Les anches sont en acier inoxydable et le sommier en noyer traité pour une meilleure protection contre l'humidité. Il comporte 37 boutons (Sol 3-Sol 6)
Le modèle Marcel Dreux a pour dimensions 300 × 80 × 70 mm pour une masse de 1,250 kg, et est proposé avec un choix de becs en haut ou sur le côté et longs ou courts. Les matériaux utilisés pour l'habillage sont l'acier inoxydable, le bois (merisier et palissandre) et le carbone. Les anches sont en acier inoxydable. Le sommier est réalisé en POM (matériau de synthèse) pour une meilleure régularité du son et une insensibilité à l'humidité. Il comporte 44 boutons (Fa 3-Do 7) pour le modèle principal.
Un peu plus long (de 5 cm), le modèle de Claude Labourdette est plus léger (1 kg), et concentre quantité de technologies innovantes. Son concept fait une large place à l'utilisation du bois sous différentes formes, tandis que le sommier est réalisé avec une résine de synthèse hydrofuge proche des qualités acoustiques du bois. Il est équipé d'anches BINCI a Mano avec lames inox.

## Jeu
Cet instrument est très apprécié des musiciens de jazz, généralement accordéonistes en premier lieu.
Quelques noms notables : Francis Jauvain, Roland Romanelli, Christophe Delporte, Daniel Mille, Olivier Manoury, Richard Galliano, Jacques Bolognesi, Marcel Loeffler, Ludovic Beier, Norbert Pignol, Norbert Aboudarham, Stéphane Milleret, Patrick Reboud, Vincent Peirani, William Sabatier, Régis Huiban, Phillipe Ollivier, Jérôme Richard, Roman Jbanov, Jean-Louis Noton, Max Marcilly, Mimmo Mirabelli, Lionel Suarez, Alain Bruel, Patrick Brugalieres, Leilo Indalo, Aurélien Noël, Jean-Claude Laudat.